# Renzo Vespignani
 (décembre 2018).
Si vous disposez d'ouvrages ou d'articles de référence ou si vous connaissez des sites web de qualité traitant du thème abordé ici, merci de compléter l'article en donnant les références utiles à sa vérifiabilité et en les liant à la section « Notes et références ».
Renzo Vespignani , né le 19 février 1924 à Rome où il est mort le 26 avril 2001 , est un graveur, un écrivain, un scénographe, un illustrateur et un peintre italien, du XXe siècle.

## Biographie

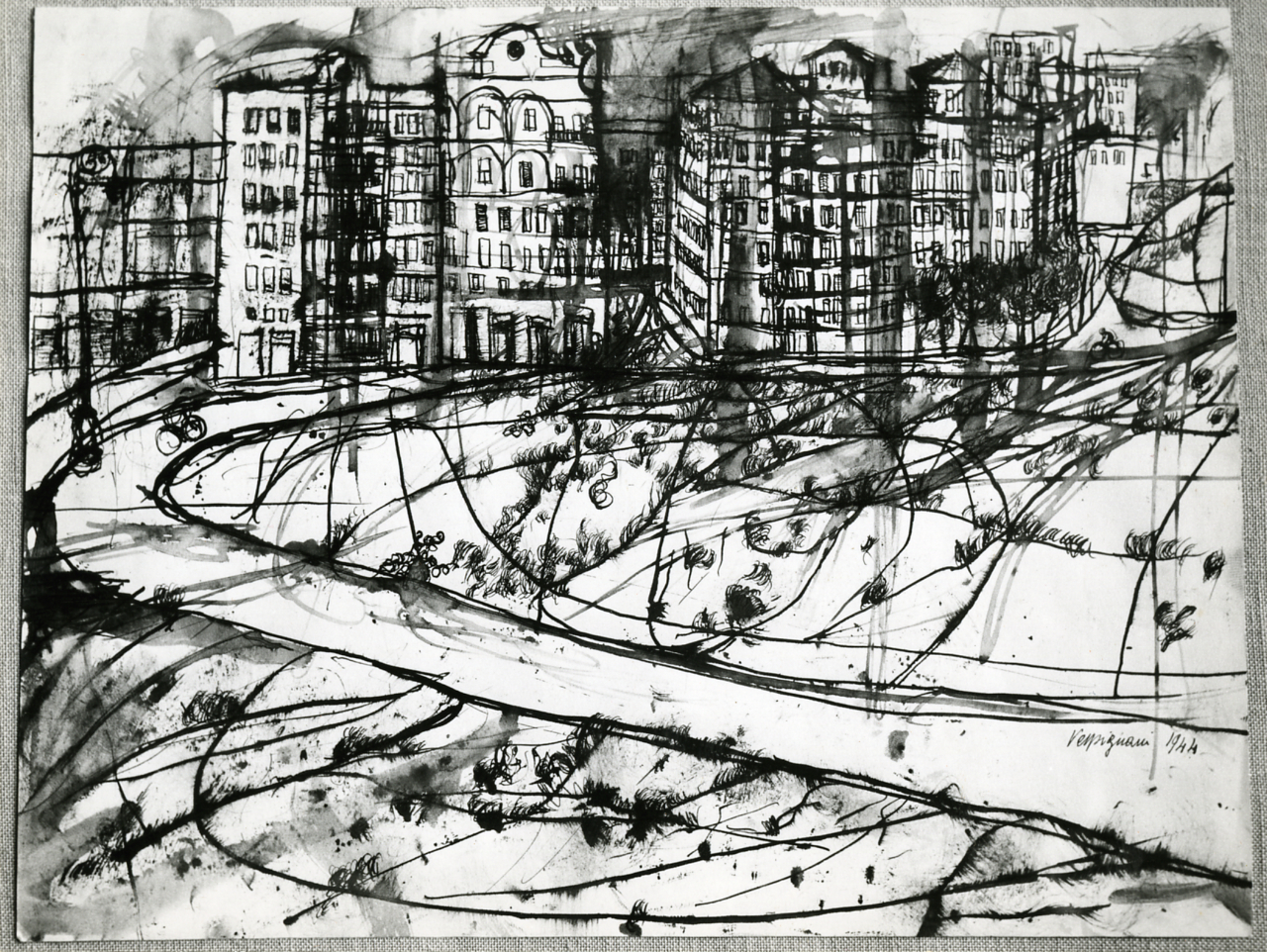
Dessin de 1944 par Renzo Vespignani. Photo par Paolo Monti, 1970 (Fondo Paolo Monti, BEIC).

Né à Rome le 19 février 1924 de Guido Vespignani et d'Ester Molinari, neveu de Virginio Vespignani, architecte renommé, après la mort de son père, un chirurgien et cardiologue renommé, il dut très jeune déménager dans la zone populaire de Portonaccio, adjacent au quartier San Lorenzo où il grandit.
Là, pendant la période d'occupation nazie de la Capitale, au maquis comme bon nombre de ses contemporains, il commença à dessiner  en cherchant à représenter la réalité cruelle, sale et pathétique qui l'entourait (la grisaille du paysage de périphérie, les ruines et les décombres provoquées par les bombardements, le drame des marginalisés et la misère quotidienne. 
Son art ne se limita pas uniquement à la seule expérience picturale, même très importante.
Son activité d'illustrateur convint parfaitement à sa sensibilité littéraire et le confronta à de nombreux chefs-d’œuvre. Importante fut aussi son activité de scénographe, il travailla pour I giorni contati et L'assassino d'Elio Petri, Maratona di danza et Le Bassaridi de Hans Werner Henze, I sette peccati capitali et La madre de Bertolt Brecht, Jenufa de Leoš Janáček.
Afin qu'une complète évaluation de son art puisse être faite, il faut aussi parler de son œuvre de graveur qui comporte plus de quatre cents eaux-fortes, vernis (vernice molle) et lithographies.

## La carrière
Il commença à peindre sous l'occupation nazie, caché auprès de son premier maître le graveur Lino Bianchi Barriviera. D'autres points de référence qui influencèrent ses débuts artistiques furent Alberto Ziveri et Luigi Bartolini tandis que, surtout dans ses premiers tableaux, on note l'influence des expressionnistes comme George Grosz et Otto Dix.
En 1945 il monte sa première exposition personnelle et collabore à diverses revues politico-littéraires (Domenica, Folla, Mercurio, La Fiera Letteraria) par des écrits, illustrations et dessins satiriques.
Son travail, lors de la période 1944 - 1948, cherche à décrire une volontaire et maladroite tentative de résurrection d'une Italie humiliée, affamée et détruite par la guerre.
En 1956 il fonda, avec d'autres intellectuels, la revue Città Aperta, focalisée sur les problèmes de la culture urbaine.
Parmi les artistes qui lui sont  proches on peut citer Giuseppe Zigaina (et la dénommée Scuola di Portonaccio) et après 1963, ceux du groupe Il pro e il contro, groupe qu'il avait fondé avec Ugo Attardi, Fernando Farulli, Ennio Calabria, Piero Guccione et Alberto Gianquinto.
À partir de 1969, Vespignani travaille à de grands cycles picturaux dédiés à la crise de la société du bien-être (Imbarco per Citera (1969)), concernant le milieu intellectuel impliqué en 68, (Album di Famiglia - 1971), un regard polémique sur sa vie quotidienne ; (Entre deux guerres - 1973-1975) une analyse sans complaisance sur la respectabilité et l'autoritarisme petit-bourgeois en Italie (Come mosche nel miele -1984) dédié à Pier Paolo Pasolini.
En 1991 il expose à Rome parmi d'autres, le cycle  Manhattan Transfert, une critique au délire insoutenable de l’American way of life.
Sa relation à la littérature est très étroite, Vespignani illustre le Decameron de Boccace, des poésies et proses de Leopardi, les œuvres complètes de Maïakovski, les  Quatre Quartets de Eliot, les Contes de Kafka, les Sonnets de Belli, les Poésies de Porta, le Testament de Villon et La Question de Henri Alleg.
En 1999 il est élu président de l'Accademia di San Luca et nommé Grand officier de l'ordre au mérite de la République Italienne.

## Le style
« Pour un écrivain, au moins en apparence, il pourrait être plus facile  de faire coïncider les deux moments de rationalisation : le stylistique et l'idéologique.
Une fois assumé le monde populaire comme objet, même de pure dénonciation ou de douloureuse description, il aura toujours la possibilité de la mimesis, dans laquelle il pourra faire revivre dans sa vie et faire parler dans sa langue, ce monde là. Le peintre [Vespiniani] a arrêté dans ses lignes externes, devant lui, ce monde-là : les lieux où le prolétariat travaille, souffre, a ses joies désespérées, ses terribles grisailles, ses tristesses sans limites. Le reproduire signifie nécessairement parvenir à une contamination stylistique. »

— Pier Paolo Pasolini à propos de son ami Vespignani (1956).
La peinture de Vespignani est extrêmement réaliste et veut être le témoignage et la dénonciation sociale contre la progressive aliénation de l'homme, d'abord humilié par les horreurs de la guerre et ensuite étouffé par les horreurs édiles produits par la capitalisme. Selon Vespignani, la reconstruction de l'après-guerre révèle l'avidité de la nouvelle bourgeoisie dédiée à la spéculation et à l'exploitation de la nature et des individus dans un contexte dans lequel émerge dominant le modèle économique et social américain qui sacralise l'enrichissement en mortifiant les plus faibles et leur dignité.
Les tristes paysages de périphérie de ses premiers tableaux excluent la présence de figures humaines que l'on retrouve par contre dans ses premiers portraits, icônes d'exclus aux physionomies pathétiques, dépeints avec une minutieuse véracité.
À partir des années 1960 son œuvre devient plus décadente, caractérisée par un passage continuel d'ombres et de lumières, évident dans le blanc et noir des dessins à l'encre de Chine comme dans les couleurs souvent évanescentes de ses toiles. La disparition de toute confiance dans l'homme de la fin du millénaire se traduit dans la dissolution apparente de la couleur qui prend souvent des tonalités extracorporelles, comme si le peintre voulait représenter l'inconsistance de la réalité et les fantômes des espoirs perdus.

## Œuvres picturales
- Banco di macelleria (1943)
- Spiaggia di Rimini in inverno (1947)
- Cadillac  (1959)
- Scalo ferroviario (1959)
- Valle Prenestino (1956).
- Periferia (1960).
- Incidente stradale (1963).
- Exploited (1983)
- 5th. avenue (1988)
- 1993Autoritratto (1993)
- Ingresso alla metropolitana (1993)
- 1996 Lungomare  (1996)
- Randagio e rifiuti (1996)
- Thanksgiving day ( 1998)
- Atterraggio di notte, Gente al tramonto, Killer, Luna su Fiumicino, Tramonto su Roma (1999).